# Campionati del mondo di ciclocross 2021
I Campionati del mondo di ciclocross 2021 (en.: 2021 UCI Cyclo-cross World Championships) si sono svolti a Ostenda, in Belgio, dal 30 al 31 gennaio. 
Sono state 4 le gare in programma, di cui due maschili e due femminili (le gare uomini junior e donne junior sono state cancellate dall'UCI).

## Programma
Sabato 30 gennaio:
- 13:30 Uomini Under-23
- 15:10 Donne Elite

Domenica 31 gennaio:
- 13:30 Donne Under-23
- 15:10 Uomini Elite

## Medagliere
| Pos.   | Nazione     | Oro | Argento | Bronzo | Totale |
| ------ | ----------- | --- | ------- | ------ | ------ |
| 1      | Paesi Bassi | 4   | 3       | 1      | 8      |
| 2      | Belgio      | 0   | 1       | 2      | 3      |
| 3      | Ungheria    | 0   | 0       | 1      | 1      |
| Totale | Totale      | 4   | 4       | 4      | 12     |

## Podi
| Eventi            | Oro                              | Tempo      | Argento                      | Tempo      | Bronzo                     | Tempo      |
| Gare maschili     |                                  |            |                              |            |                            |            |
| Elite dettagli    | Mathieu van der Poel Paesi Bassi | 58'57      | Wout Van Aert Belgio         | a 37''     | Toon Aerts Belgio          | a 1'24"    |
| Under-23 dettagli | Pim Ronhaar Paesi Bassi          | 49'47"     | Ryan Kamp Paesi Bassi        | a 8"       | Timo Kielich Belgio        | a 14"      |
| Junior            | cancellata                       | cancellata | cancellata                   | cancellata | cancellata                 | cancellata |
| Gare femminili    |                                  |            |                              |            |                            |            |
| Elite dettagli    | Lucinda Brand Paesi Bassi        | 46'53"     | Annemarie Worst Paesi Bassi  | a 8"       | Denise Betsema Paesi Bassi | a 10"      |
| Under-23 dettagli | Fem van Empel Paesi Bassi        | 36'59"     | Aniek van Alphen Paesi Bassi | a 4"       | Kata Blanka Vas Ungheria   | a 9"       |
| Junior            | cancellata                       | cancellata | cancellata                   | cancellata | cancellata                 | cancellata |